# Manuel Germán Ojeda y Muñiz
Manuel Germán Ojeda y Muñiz (Caracas, 29 de mayo de 1794 - Caracas, 30 de diciembre de 1875) Coronel de Infantería. De los Libertadores de Venezuela, Vencedor de Araure y Vencedor de Maracaibo. Ilustre Prócer de la Independencia Suramericana.
Sus restos reposan en el Panteón Nacional de Venezuela desde el 31 de diciembre de 1875; fue el primer prócer inhumado en el Panteón al fallecer, ocupa la fosa N° 33, justo al frente del Monumento al Gran Mariscal de Ayacucho, Antonio José de Sucre.

## Biografía
En la Caracas de 1790, cuando llega a instalarse el matrimonio de Antonio Ojeda y Dominga Muñiz en una casa ubicada entre las esquinas de Amadores a Desbarrancados, Parroquia de Altagracia, ya se han producido los fundamentos por los que Venezuela surge como unidad territorial y política. El Rey ha aprobado la Intendencia y la unidad Político Militar de Venezuela al extenderle al Capitán General de Caracas el mando sobre las seis provincias que la conforman. También existe el cargo de Teniente del Rey, quien entre otras funciones tiene la de comandar el —Batallón de Veteranos de Caracas— el cual ha de ser la base del futuro Ejército Republicano. La personalidad religiosa de Venezuela obtiene el primer toque al ser creada en 1790 la diócesis de Guayana y de tener como primer obispo a un Venezolano, el presbítero doctor Francisco de Ibarra, quien habría de ser también el primer arzobispo Venezolano de Caracas en 1804. La Capitanía General de Venezuela tiene, para 1804, la base Económica, Militar, Política y Religiosa que ha de soportar los movimientos independentistas de comienzos del siglo XIX; lo contrario de lo sucedido en todas la gestas “revolucionarias” anteriores las cuales solo tuvieron base sobre problemáticas económicas o sociales de carácter puramente regional.
Así lo fueron la de Andrés López del Rosario (Andresote) en 1732 contra la Real Compañía Guipuzcoana; la de San Felipe en contra del nombramiento de Ignacio Basasábal (1741); la del Tocuyo aún reseñada en contra del gobierno local fue básicamente en contra de la Guipuzcoana; la de Luengo y Espinosa (1747); la de Juan Francisco de León (1751); la del Negro Guillermo (1771); la de Juan José García de Hevia o la de los Comuneros de los Andes y la de José Leonardo Chirino (1794).
Este es el cuadro general de la Provincia de Venezuela para el año de 1790, año de la llegada de Don Antonio Ojeda y Doña Dominga Muñiz al Valle de Caracas, ciudad donde cuatro años después, en la Parroquia de Nuestra Señora de Altagracia en horas de la mañana del jueves 29 de mayo de 1794, nace Manuel Germán Ojeda y Muñiz, su único hijo. Sus padres se encargan de su educación, como era costumbre de la época, pero la influencia que recibe con las ideas independentistas, que desde antes de su nacimiento se forjaban en la Provincia, harán que tenga una participación activa en la guerra de Independencia lo cual inicia desde los albores de nuestra gesta emancipadora.
1810. El 27 de septiembre, contando con 16 años de edad, Manuel Germán Ojeda y Muñiz se enrola en el —BATALLÓN VETERANOS DE CARACAS—, el cual, por necesidades del servicio, se divide el 18 de octubre en tres diferentes batallones. Así con el —BATALLÓN N° 1 VETERANOS DE CARACAS— le toca partir, en noviembre de este año, a Ojeda y Muñiz, a las órdenes de Francisco Rodríguez del Toro para someter la Provincia de Coro, por cuanto ésta no se había acogido a los acuerdos del 19 de abril.
Una vez derrotado Francisco Rodríguez del Toro cerca de Coro hacia finales de noviembre, el contingente del “VETERANOS” regresa a Caracas y se convierte en la primera unidad militar del Ejército Republicano con experiencia de combate; esto sucedía seis días antes de la llegada de Bolívar a Caracas, después de su gestión diplomática en Europa acompañado de Andrés Bello y Luis López Méndez, quienes quedaron en Europa en funciones oficiales.
Como Ojeda y Muñiz, fueron muchos los jóvenes que se enrolaron en aquel primer contingente patriótico que fueron los soportes de las grandes luces de la Independencia. Era el contingente que ciertamente, en las acciones de guerra llevaba la decisión del triunfo y la derrota, el contingente que asumía, no el riesgo político de sus jefes, sino el riesgo de la vida y la muerte, el contingente que definimos como institucionalista, que se mezclaba únicamente con el miedo obligante del frente enemigo para así producir la gloria de sus jefes.
1811. La campaña de 1811 se inicia sobre el 14 de julio, fue consecuencia directa del 5 de julio. Las provincias de Cumaná y Valencia no aceptaron la independencia de España y el 11 de julio se levantan en armas, en defensa de los derechos del Rey. De nuevo el marqués del Toro dirige las acciones, su segunda derrota no tarda en llegar y el General Francisco de Miranda sustituye al Marqués.
Cuando toma el mando el General Miranda; Ojeda y Muñiz es cabo de la décima compañía, del —VETERANOS N° 1— que comanda el Teniente Pedro Carbonet Ortega; participa en las acciones libradas en los cerros de la Fajina de Mariara, en las dos del Morro de Valencia y en el sitio y toma de Valencia; esta compañía formó parte de la Columna de Línea al mando del Primer Comandante Domingo Meza. Sucedida la toma de Valencia el 13 de agosto, se reorganizan los BATALLONES VETERANOS dentro de la —BRIGADA CARACAS—, al mando del General Gregor MacGregor, Ojeda y Muñiz ya es cabo primero y pasa a la cuarta compañía de este nuevo cuerpo, la cual estaba al mando del Teniente Pedro Aymerich. Sobre esta misma fecha recibe el cadete Carlos Núñez el grado de Subteniente y también el comando de la segunda compañía; Núñez sería a posteriori, su comandante y amigo.
En septiembre la BRIGADA marcha sobre San Felipe, asediada por el Jefe Español Antoñanzas, quien es derrotado en las acciones de San Nicolás y Cañizos, donde actúa Ojeda y Muñiz. Antoñanzas se retira a Coro y la BRIGADA queda de guarnición en San Felipe. En lo que resta del año, el aspecto militar queda relegado a un segundo plano y las acciones se dirigen a mitigar los esfuerzos de la lucha y reorganizar los ejércitos; así como a consolidar los aspectos políticos a que un País naciente debe plegarse.
1812. Se inicia la campaña de 1812 contra el General Domingo Monteverde, el avance de este nuevo “General” es atropellador, el terremoto del 26 de marzo se une a sus esfuerzos y sólo en 25 días se hace de Siquisique, Carora, Barquisimeto, Quibor, El Tocuyo, San Carlos y Calabozo. Solamente la cuarta compañía de la —BRIGADA CARACAS—, donde actuaba Ojeda y Muñiz, se enfrenta a las tropas de Monteverde en Siquisique, debido a que ante el avance de Monteverde, se había previsto la retirada a Valencia del resto de la BRIGADA.
La BRIGADA marcha al mando del mismo Gregorio Mac Gregor. Ojeda y Muñiz es plaza del —BATALLÓN DE LINEA N° 1—, comandado por el Coronel Antonio Suárez de Urbina y se halla envuelto en las acciones de armas ocurridas en el Arado el 1 de mayo y en los Guayos el 3 de mayo siguiente. Es en los Guayos donde ocurre la traición del capitán, ayudante mayor, Pedro Pons, por lo que el coronel Suárez de Urbina fue derrotado por el general Domingo Monteverde.
Ojeda y Muñiz participa en las acciones de la Cabrera el 17 de junio; la de los Cujíes de Guacara; en la del 20 de junio en La Victoria, donde triunfa Miranda contra Monteverde, en ésta, Ojeda y Muñiz resulta herido, pero como las heridas fueron leves, pudo hallarse en la acción del 29 de junio en la batalla del sitio denominado los “Cazadores de Satillón” (Patanemo), donde, el coronel Juan Pablo Ayala, comandó exitosamente la acciones en contra de Monteverde.
La campaña de 1812 finaliza el 25 julio, en San Mateo con la Capitulación del General Miranda frente a Monteverde, Ojeda y Muñiz, para este momento había ascendido a sargento segundo. La (primera) República ha durado quince meses, Miranda traicionado o no, traidor o no, deja de ser hombre activo de la Independencia. Se opaca y se aclara, un Jefe, le toca el turno a otro; el 30 de julio, el Puerto de la Guaira es entregado a los realistas, con El Generalísimo prisionero.
No deja de ser notorio al recuerdo histórico de Venezuela, los diferentes criterios que se suceden con este hecho, podría ser que un sargento segundo de aquella cansada, obligada y rendida tropa simplemente opinase ante sus compañeros de armas: “... fuimos traicionados, ¿ pero por quién;... Miranda o los otros?...”
1813. La campaña de 1813 la abre el coronel Bolívar después de sus éxitos en la Nueva Granada; Bolívar había sido acogido por el Gobierno de Tunja al nombrársele comandante de la plaza de Barrancas. Con la campaña inconsulta que Bolívar hizo sobre los puertos del río Magdalena logró hacer valer su pensamiento en relación con “... Libertar a la Nueva Granada de la suerte de Venezuela y redimir a ésta de la que padece...”; y con el despacho y ciudadanía de General Neogranadino pasa Bolívar a territorio Venezolano, sus recursos y tropas son en su mayoría también Neogranadinas; Bolívar ha dejado en Cúcuta quizás el mayor rencor que ha de acompañarlo en su vida pública; el Mayor Santander había quedado en ella, sin el mando de su Batallón y con la amargura de la amenaza pública del nuevo Jefe.
La campaña que la historia recuerda como Admirable, trajo a Bolívar triunfante hasta Caracas, a donde entra el 7 de agosto. Bolívar tomaba el Gobierno Central e iniciaba las operaciones hacia el occidente; y a poco se encontraban aquellos del Ejército de la (primera) República con los nuevos contingentes de tropas neogranadinas.
Entre aquellos venezolanos envueltos en el ejército que capituló ante Monteverde se encontraba Ojeda y Muñiz. Desde la capitulación, los restos de la unidad a la que pertenecía se había mantenido activa; el Primer Comandante José Rodríguez habría comandado el referido grupo y Ojeda y Muñiz se encontraba en este. El Oriente tiene otro jefe, Chacachacare y la proclama de guerra de Mariño vindica el nombre de Miranda; se inicia otra competencia de jefatura a la que Bolívar habría, por lo menos una vez, de subordinarse por los intereses de la República; Caracas y Cumaná son “las Capitales” de Venezuela.
El 14 de octubre el Cabildo de Caracas, asumiendo, una vez más por su sola voluntad, la representación de Venezuela, declara a Bolívar: General en Jefe de sus Ejércitos y le otorga el título de Libertador, con el cual Mérida ya lo había aclamado. Se organiza el Gobierno y se reestructura el Ejército.
Terminada la Campaña Admirable con la toma de Caracas por Bolívar, los restos de la antigua “BRIGADA CARACAS” se unen a las tropas Neogranadinas y la BRIGADA es puesta al mando del Coronel Atanasio Girardot y posteriormente a las órdenes del Coronel Luciano D'Elhuyar, con quienes Ojeda y Muñiz vivió la Batalla de Bárbula el 30 de septiembre (donde muere Girardot) y la Batalla de las Trincheras de Agua Caliente el 30 de octubre siguiente.
Ojeda y Muñiz participa en la acción de Barquisimeto, donde se sucede la derrota de Bolívar el 10 de noviembre de 1813. El oponente es el Coronel Español José Ceballos, la BRIGADA fue diezmada, el personal remanente y otros, forman, por instrucciones de Bolívar, el heroico —BATALLÓN SIN NOMBRE—; Ojeda y Muñiz forma parte de este.
Ocurre la Batalla de Araure el 5 de diciembre de 1813, Bolívar triunfa sobre Ceballos y por Orden General, Ojeda y Muñiz recibe el título de —Vencedor de Araure— y es ascendido a Sargento Primero. Ahora es clase mayor del —BATALLÓN VENCEDORES DE ARAURE—, ya que Bolívar, le asignó este nombre, al —BATALLÓN SIN NOMBRE—, al terminar la Batalla de Araure.
Inmediatamente después de Araure, Bolívar ordena misiones de limpieza hacia diferentes partes de Venezuela, —EL VENCEDORES— parte hacia el sur, a las órdenes del Coronel Florencio Palacios y del Coronel Ramón García De Sena; quienes inician operaciones contra los pueblos de Maraca, Marrones, Sabaneta Seca, Guanarito, Mijagual y Barinas; donde ocurre la liberación del entonces Capitán José Antonio Páez.
Las tropas realistas son perseguidas hasta que cruzan el Apure por el puerto de Nutrias, por lo que —EL VENCEDORES— se repliega, limpiando de realistas los pueblos de La Luz, el 27 de diciembre, La Cruz y Obispos hasta llegar a Barinas (entre el 12 y el 18 de enero de 1814) que se encontraba de nuevo en poder de los Jefes españoles Yañes y Puy.
Una vez liberada, Barinas sufre de nuevo el sitio del jefe español, Coronel Remigio Ramos, quien después de un sitio de más de diez días, incendia la Ciudad; una vez que el —El VENCEDORES— habría emprendido la retirada por los “callejones” de Mérida. A la vanguardia de esta retirada estaba el grupo al mando de Ojeda y Muñiz, quien según versión de Carlos Núñez:
“... Barinas que fue sitiada por el Coronel Remigio Ramos por diez días, habiendo incendiado la ciudad y se sostenían combates diarios hasta para tomar el agua, y estaba mandada la plaza por los Coroneles Florencio Palacio y Ramón García de Sena; que después del sitio emprendida la retirada por los callejones de Mérida fue Ojeda y Muñiz el que llevaba la vanguardia para abrir el paso a la División por el medio del Ejército enemigo...”
1814. En el pueblo de Mendoza (Mérida), después de la retirada de Barinas, se crea una Columna Auxiliar al mando del Capitán Mayor Vencedor de Araure, Francisco Conde bajo las órdenes del Coronel Juan Antonio Paredes, quienes rechazaron las incursiones del General español Ramón Correa desde febrero hasta agosto. En esta columna auxiliar sirve Ojeda y Muñiz y participa en las acciones de: la hacienda de Estaques el 16 de febrero, las dos de Bailadores y la de Chiguará.
Las dos compañías restos del —BATALLÓN VENCEDORES DE ARAURE—, se funden en el —BATALLÓN BARLOVENTO—, al mando del Primer Comandante Andrés José Linares, el cual forma parte del Ejército que Bolívar confió al comando del General Rafael Urdaneta y a quien Bolívar le había ordenado funciones de retaguardia y avituallamiento, Ojeda y Muñiz participó en estas. Esto ocurría mientras Bolívar dirigía las acciones en el centro de Venezuela contra José Tomás Boves. Bolívar cuidaba de su retaguardia a diferencia de lo ocurrido después de su Campaña Admirable y a la vez mantenía un cuerpo de Ejército en reserva.
Perdida Caracas y sufrida la derrota de Aragua de Barcelona, Urdaneta recibe nuevas instrucciones de Bolívar; en carta a Urdaneta el 6 de septiembre, Bolívar le indica a este que se traslade a la Nueva Granada y sirva de “intermediario” entre el General Rovira, el Coronel Santander y él.
En su camino a Pamplona, sitio fijado para la reunión con Bolívar, Urdaneta se enfrenta a los realistas en Mucuchíes, el 17 de septiembre y prácticamente se pierde, aún tomando la plaza, el —BATALLÓN BARLOVENTO—; Ojeda y Muñiz participó en esta Batalla y continuó hacia Pamplona con el cuerpo.
Reunidos Bolívar y Urdaneta parten hacia Tunja, sede del Gobierno, Bolívar se presenta al Congreso el 24 de noviembre y seguidamente emprende el sitio de Santa Fe de Bogotá, la cual es tomada el 8 de diciembre de 1814. Ojeda y Muñiz es herido en esta Batalla. Sus actos de guerra y servicios a la Patria son reconocidos por la Superioridad y el 18 de enero de 1815 le confieren el Despacho de Subteniente de Infantería del mismo —BATALLÓN BARLOVENTO—.
Al partir el Ejército hacia Cartagena con Bolívar al mando, Ojeda y Muñiz queda en Bogotá, recuperándose de su herida en el Hospital Militar, bien lo refleja José Félix Blanco:
“... recibió una herida de bala en la mandíbula izquierda; cuya desgracia conocí por las circunstancias de que como Vicario General que era del Ejército de la Unión, visitaba diariamente el Hospital Militar establecido en el Convento de San Juan de Dios en el que se curaba Ojeda...”.
1815 a 1820. Restablecido Ojeda y Muñiz es agregado como Oficial al —BATALLÓN BRAVOS DEL SOCORRO— de la Nueva Granada y participa en las acciones de Caquetá, al sur de Santa Fe de Bogotá, en mayo de 1815. Sus superiores son: el Primer Comandante Agustín Rosas y Segundo Comandante Prudencio España, dirige las operaciones el General Antonio Baraya.
La (segunda) República ha durado muy poco, Boves se había adueñado de Venezuela y Bolívar después de la toma de Cartagena el 24 de marzo de 1815 parte rumbo a Jamaica donde Pétion le presta asistencia.
Estando en Jamaica, Bolívar escribe su célebre “Carta de Jamaica”. Allí intentan su asesinato. Prepara su expedición naval a Venezuela la cual parte rumbo a la Isla de Margarita el 21 de marzo de 1816 y antes de desembarcar en la Isla el 3 de mayo de 1816 se sucede el triunfo naval de Los Frailes.
El año de 1816 se torna en acciones de guerra basadas en logística naval previa; desde la Isla de Margarita se toma Carúpano y embarcado nuevamente, Bolívar desembarca en las costas de Ocumare de la Costa el 6 de julio de 1816. Derrotado en Los Aguacates se reembarca rumbo a Güiria.
Después de la derrota de Río de la Plata el 16 de junio de 1816, Ojeda y Muñiz cae prisionero con todo el Estado Mayor del General Antonio Baraya frente a los generales españoles Sebastián de la Calzada y Juan Sámano. Escapa, pero perdido en las montañas de Ibagué del Cauca, cae nuevamente prisionero a lo cual el mismo Ojeda y Muñiz escribe el 29 de noviembre de 1859:
“... hasta junio de 1816 en que fui prisionero en territorio de la Nueva Granada en unión del General Antonio Baraya y todo su Estado Mayor, donde después de juzgado y sentenciado al servicio del Rey salí libre por la suma de 110 pesos y sin embargo fui conducido preso con otros a esta plaza (se entiende a Caracas) donde llegamos en abril de 1818 pero en tan mal estado de salud que no pudiendo ser útil para ningún servicio a los Españoles tuve la buena suerte que mis padres, favorecidos por algunas personas de valimiento logran mi excarcelación y me llevan a curar a mi casa, donde al cabo de catorce meses, bueno ya, fui conducido por el Juez, bajo cuya vigilancia estaba a presencia del Capitán General Don Juan Bautista Pardo, el que me destinó al —BATALLÓN NAVARRA NUMERO 2—, al que no llegué a incorporarme porque deserté y permanecí oculto desde junio de 1819 hasta noviembre de 1820 que fue publicado el armisticio y me incorporé al Ejército Libertador...”.
1821 a 1825. Hacia finales del año de 1820 se presentó Ojeda y Muñiz al General Carlos Soublette en los Valles de Guarenas quien enterado de sus anteriores servicios, ordenó, el 18 de mayo de 1821, dar colocación a Ojeda y Muñiz, con el rango de Subteniente, en el —BATALLÓN BRAVOS CAZADORES DEL ORINOCO— que estaba al mando de su antiguo compañero, en este tiempo Primer Comandante Carlos Núñez.
—EL ORINOCO— era parte de la BRIGADA al mando del General José Francisco Bermúdez. Las acciones de guerra del año de 1821 representan para Ojeda y Muñiz su sexta campaña, quien con —EL ORINOCO—, vivió las acciones de guerra de Lagunetas del Consejo el 20 de mayo de 1821, donde triunfa el General Bermúdez contra el realista Ramón Correa, la de El Limón a la altura de las Cocuizas el 24 de mayo de 1821, donde el realista Francisco Tomas Morales derrota a los republicanos, la Gloriosa Batalla de Santa Lucía o Alto de Macuto el 14 de junio de 1821 y la de El Calvario, el 23 de junio de 1821, donde cayó prisionero pero quedó libre por la capitulación que le concediera Bolívar al Coronel Español José Pereira en la Guaira.
En julio del año 1821 el Comandante de Armas de la Guaira, Coronel Francisco de Paula Avendaño le ordenó tomar el navío español  “Constitución” que había fondeado armada al corzo del puerto. Ojeda y Muñiz cumplió la orden con 25 hombres de la capitanía del puerto y la nave resultó con un cargamento de un valor de más de 6500 pesos.
Incorporado de nuevo a su Cuerpo, —EL ORINOCO—, comandó las incursiones hasta tomar prisionero al coronel de Guías Españoles Antonio Ramos a quien condujo a Caracas.
En enero de 1822, —EL ORINOCO— pasa a formar parte de la División al mando del general Judas Tadeo Piñango; Ojeda y Muñiz fue nombrado su ayudante de Campaña, el mismo mes se inician las operaciones contra la Provincia de Coro, pero en mayo, después del triunfo de Chipiare sobre Guaibacoa, el 17 de marzo de 1822, contra el español Coronel Juan Tello, la División es atacada por la peste y se retira a Carora.
El 20 de junio de 1822 es ascendido a Teniente Efectivo de Infantería y de Comandante de la Segunda Compañía de —EL ORINOCO—, pasa a ser en la misma fecha, Segundo Ayudante del mismo Cuerpo. En agosto, es reformada la División y al mando del General Carlos Soublette, se abren de nuevo las operaciones contra Coro y los republicanos de nuevo son rechazados. Después de la derrota sufrida por el General Soublette en Dabajuro el 7 de junio de 1822, la División se retira a Carora. En diciembre se intenta de nuevo tomar Coro, —EL ORINOCO—lo comanda el Primer Comandante Guillermo Darvey quien retira —El ORINOCO— a Carora después de la derrota del Presbítero y Coronel republicano Andrés Torreyes, en Sabana Redonda sobre Curimagua el 6 de diciembre de 1822.
Mientras está en Carora el BATALLÓN, ordenan a Ojeda y Muñiz regresar a Caracas y embarcar a 200 individuos de tropa, municiones, vestuario y víveres en la escuadra del General Beluche y con estos hombres y pertrechos auxiliar el Castillo San Carlos de la Barra de Maracaibo, pero encontrando este en poder de los españoles, Ojeda y Muñiz rinde su comisión ante el Coronel Andrés Torreyes, Comandante de Armas de Coro.
En enero de 1823 —EL ORINOCO—, al mando del mismo Darvey y a las órdenes del Coronel Cruz Carrillo, inicia la campaña contra Maracaibo. Al Coronel Carrillo lo sucede en el mando el General Manuel Manrique para las tropas de tierra y el Almirante José Prudencio Padilla para la escuadra. Durante esta campaña, participa en las acciones libradas en Bailadores el 9 y 21 de enero; en la de Gibraltar el 17 de abril, ambos triunfos sobre Morales; sitio y toma de Maracaibo y batalla Naval del Lago de Maracaibo.
Organizada como fue la —DIVISIÓN ZULIA— por el General Manrique, se nombró a Ojeda y Muñiz Fiscal del Consejo de guerra Permanente para juzgar a los individuos de tropa y oficiales que por defecciones fueron traidores a la Patria [25]. Por su participación en la toma de Maracaibo el 16 y 17 de junio y Batalla del Lago el 24 de julio, recibió el Escudo de —Vencedor de Maracaibo—, el 26 de abril de 1826. —El ORINOCO— es trasladado a Cumaná y luego, en septiembre de 1823 a la Ciudad de Angostura; Ojeda y Muñiz para esta fecha es el Segundo Ayudante del BATALLÓN y fija residencia en esta ciudad.
El 14 de marzo de 1825 contrae matrimonio, en la Parroquia de Altagracia con Josefa Ignacia Díaz Padrón, hija de Manuel Díaz Casado y María Antonia Padrón. El teniente coronel Carlos Núñez y su esposa Luisa Villapol fueron los testigos de Acta.
1826 a 1830. El 28 de marzo de 1826, el Gobierno de La Gran Colombia lo asciende a capitán graduado de Infantería y lo nombran Ayudante Mayor del mismo —BATALLÓN BRAVOS CAZADORES DEL ORINOCO— con antigüedad del 30 de agosto de 1825 y continúa siendo responsable del Delta del Orinoco.
En Caracas, el 9 de febrero de 1826, nace su primer hijo a quien le dio el nombre de Guillermo de Jesús, a este lo sucedieron otros cuatro llamados: Manuela Urpiana, María del Rosario, Matías Ricardo y Manuel Carlos; pero solo al primero se le conoce descendencia.
El 18 de octubre de 1826, estando en Ciudad Bolívar el BATALLÓN, cuatro compañías de este conspiraron contra el Gobierno sus Jefes y Oficiales; por órdenes del Comandante de Armas, Coronel José Gregorio Monagas, Ojeda y Muñiz “... sometió a juicio a la referida tropa y para saber quiénes fueron los motores del alzamiento y para hacerse de testigos, se introdujo entre los amotinados con alguna exposición de su vida y sacó varios sargentos, cabos y soldados que puso en arresto y sumariados resultó que la clase de sargentos, inducidos por el Subteniente José Martínez, a quien se le seguía juicio por insubordinación al superior, fueron los motores del alzamiento...”; dicho sumario fue remitido al supremo Gobierno quedando Jefes y Oficiales salvos en su buena reputación.
El 28 de abril de 1827 el Coronel José Gregorio Monagas, por instrucciones del Cuartel General Libertador, le extiende pasaporte para presentarse al mismo; Ojeda y Muñiz había solicitado su traslado a la Ayudantía de La Guaira o Caracas y presentaba una solicitud de investigación por postergación, la cual llevada a cabo, tuvo como resulta que el 1 de noviembre del mismo 1827, el Coronel Ramón Ayala, Comandante de Armas de la Guaira por instrucciones superiores nombra a Ojeda y Muñiz Comandante Militar de la Costa de Barlovento con sede en Naiguatá y responsabilidad hasta las Costas de Río Chico.
El 27 de septiembre de 1828 recibe instrucciones del mismo Coronel Ramón Ayala, es nombrado Segundo del Primer Comandante Pedro González, con quien debe organizar un Batallón que recibió el nombre de —BATALLÓN AUXILIAR N° 16— y fue su Segundo Comandante hasta el 22 de septiembre de 1830 cuando el Soberano Congreso eliminó la Comandancia de Armas de La Guaira. Pero antes, el 6 de agosto de 1829, el Gobierno de Bogotá le extiende el Despacho de Capitán Efectivo de Infantería y este es reconocido por el General José Antonio Páez el 4 de marzo de 1830. Ojeda y Muñiz entrega su mando y por no recibir destino, solicita su retiro, pero el General Santiago Mariño, Secretario de Guerra y Marina, le concede letras de licencia indefinida con goce de dos terceras partes de su sueldo.
1831 a 1835. Durante el año de 1834 encontramos a Ojeda y Muñiz en ejercicio de su rango militar y sirviendo como Fiscal de causa a las órdenes del Despacho de la Guerra y en julio de 1835, sucedida la sublevación de Oriente, caído Vargas y con Páez en el poder, Ojeda y Muñiz parte hacia oriente a la cabeza de la cuarta compañía del —BATALLÓN CUMANA— de la —COLUMNA BARLOVENTO— al mando del Primer Comandante J. A. Carrera y a las órdenes del General Francisco Esteban Gómez. La campaña de 1835 dura ocho meses y Ojeda y Muñiz participa en las acciones de Cariaco, en septiembre; y la de Carúpano, el 5 de octubre de 1835 donde resulta gravemente herido y es llevado a curar a la isla de Margarita. La bala alojada en su cuerpo en esta Batalla nunca fue extraída. Restablecido ya, lo nombran Comandante Militar y de Operaciones del Cantón Cumanacoa, con instrucciones de tranquilizar el cantón y someterlo a la obediencia del Gobierno, lo cual logra en dos meses, entregando luego la Plaza a las autoridades civiles, de quienes recibe reconocimientos, el 12 de febrero de 1836 cuando ha de regresar a Caracas. El 4 de septiembre de 1835, pocos días antes de la Batalla de Carúpano, Ojeda y Muñiz recibe del Comandante del Ala Izquierda, General Manuel Valdés, el ascenso a Segundo Comandante Efectivo de Infantería.
1836 a 1840. El 17 de marzo de 1837, el Gobierno lo nombra Jefe de Instrucción de las fuerzas de la provincia de Guayana pero con la asistencia del médico Pedro Tomás Siso solicita letras de inválido y renuncia al nombramiento. Por resolución del General Rafael Urdaneta del 7 de agosto de 1837, no se le otorgan Letras de Retiro, aún existiendo certificación médica, ya que el Gobierno habría solicitado al Congreso una medida legislativa que favorezca, no sólo a este Prócer, sino a los individuos de armas, que heridos o incapacitados, deberán recibir el soporte económico del Gobierno por sus anteriores servicios a la Patria, por tanto, Ojeda y Muñiz queda a las órdenes del despacho de Guerra. Es el 12 de junio de 1839 cuando el mismo Urdaneta le otorga Letras de Inválido con goce de tres séptimos de su sueldo, y a partir de este año se retira a la actividad privada.
1841 a 1849. El 25 de diciembre de 1846, Ojeda y Muñiz, por acuerdo del Consejo Municipal del Cantón de Caracas, es nombrado Alcalde y Juez Segundo de la Parroquia de Altagracia para el año de 1847 [45], cargos a los que renuncia el 9 de noviembre de 1847 por haber sido llamado el 22 de septiembre anterior al servicio activo [46].
Se le asigna la misión de formar, como segundo comandante, el primer batallón de reserva del ejército bautizado con el nombre de —BATALLÓN DE RESERVA N° 1 CARACAS—, y del cual fue comandante el Coronel Manuel Blanco. El 1 de febrero de 1848, una vez formado el BATALLÓN, Ojeda y Muñiz sale, en campaña como su único Jefe, por incapacidad física del Coronel Blanco. Se había iniciado la campaña contra el Apure, el General Páez se había levantado en Armas con los Generales Judas Tadeo Piñango y José María Zamora contra el Gobierno del General José Tadeo Monagas.
Comandaba el Cuerpo el General Santiago Mariño y la Brigada, el General Carlos Castelli. Maracaibo fue la continuación de la campaña; plaza que se toma desembarcando en La Esmeralda, costa de la Guajira; treinta días duró la marcha hacia Maracaibo por lo cenagoso del terreno y los desbordamientos de los ríos. En agosto de 1848 Ojeda y Muñiz regresa a Caracas, por las dolencias de su herida de 1835; pero al regreso del BATALLÓN a Caracas en enero de 1849, Ojeda y Muñiz continúa siendo su Primer Comandante accidental. No es sino hasta junio de 1849 que el Gobierno lo nombra al cargo de Primer Comandante del —BATALLÓN DE RESERVA N° 1 CARACAS—, el cual se prolonga hasta diciembre de 1850, cuando formalmente solicita su retiro.
1850 a 1860. Durante el año de 1850 por orden del Despacho de Guerra y Marina, actuó como Fiscal en el Consejo de Guerra a que sometieron al Coronel Ramón Pérez y Primer Comandante Pedro José Peña [49].
El General Carlos Luis Castelli le concede Cédula de Inválido el 28 de diciembre de 1850 y Ojeda y Muñiz ya con 56 años de edad se retira en la década del 50 contrariado por la falta del Gobierno al desconocer los acuerdos con Páez para el cese de hostilidades del segundo levantamiento de Coro.

En el año de 1860, iniciada ya la Revolución Federal de 1858-1863, de nuevo el Comandante de Armas de Caracas, Manuel Vicente de las Casas, lo llama al servicio activo. El 5 de marzo de 1860 nombran a Ojeda y Muñiz Jefe de Instrucción de la denominada —COLUMNA 2 DE SEPTIEMBRE—, extendiéndose esta responsabilidad, el 26 de abril, a la denominada —COLUMNA 2 DE AGOSTO—, expresando el despacho
“... no sólo a la instrucción de ambos cuerpos sino al buen orden del servicio debiendo obedecérsele en todo como a su jefe accidental y a la inspección permanente del Despacho en ambos cuerpos...”.
Conocedores sus superiores, de la habilidad organizativa de Ojeda y Muñiz en los cuerpos de Infantería, la Jefatura de Operaciones y Comandancia de Armas de las Provincias de Caracas y Aragua, el 7 de diciembre de 1860 le ordena:
“crear un nuevo cuerpo de Infantería de Línea, constante de 480 plazas de fusil, dividido en seis compañías y catorce oficiales. Este cuerpo tendrá como Primer Jefe a Eduardo Olavarría y Segundo Jefe a Manuel Ojeda, el cuartel de este Batallón, denominado —BATALLÓN REGENERACIÓN—, será el existente en la Plaza de San Pablo”.
1861 a 1865. El 4 de junio de 1861, formado el BATALLÓN, se reforma la unidad y como ha de salir en campaña y la edad de Ojeda y Muñiz no se lo permite, el Despacho de Guerra acepta su renuncia al comando del —BATALLÓN REGENERACIÓN— y el 22 de julio entrega su mando al Comandante Leonardo Espinosa quien le agregaría a esta fuerza, los restos de la —COLUMNA MARACAIBO— y el Piquete de Capalla.
Seguidamente, nombran a Ojeda y Muñiz, Fiscal de dos causas, “... la primera contra el Primer Comandante N. Aguinagalde y la segunda contra el “Id.” Rómulo Guardia...”.
Una vez más entra en funciones de comando, ya que por Orden General de Guerra y Marina del 7 de agosto de 1861 encargan a Ojeda y Muñiz del —BATALLÓN ARTILLERIA N° 1 CARACAS— por ausencia de su Comandante Coronel Tomás Soriano. Sus estudios militares de la década de 1850 le permiten tecnificar este Cuerpo y por este y otros méritos el General José Antonio Páez le asciende a Primer Comandante el 25 de octubre de 1861.
Ojeda y Muñiz ha probado fehacientemente que es un elemento valioso y al aprobar el Gobierno el 18 de noviembre de 1861, el Reglamento de Hospitales Militares, el general Benito Figueredo, enterado de la probidad de Ojeda y Muñiz lo nombra contralor del Hospital Militar de Caracas el 25 del mismo mes. Este ejercicio lo mantiene hasta el 20 de junio de 1862 cuando le son otorgadas Letras de Retiro con su grado de primer comandante de Infantería y goce de su sueldo íntegro; firma el despacho el General Pedro José Rojas.
De nuevo los sucesos políticos llaman a Ojeda y Muñiz a las armas. Páez ha regresado al poder y organiza el Ejército contra Falcón. El 2 de enero de 1863 el Estado Mayor General por orden del Primer Ayudante del General Páez, Coronel Tomás Castilla lo asciende a Coronel y lo nombra Primer Jefe del —BATALLÓN DE ARTILLERIA CARACAS— y se le ordena tomar posesión el mismo día; Ojeda y Muñiz contaba con 67 años de edad.
Posteriormente también se le ordena “... se ha dispuesto que Ud. se ponga a las órdenes del Señor Gobernador de la Provincia, quien le destinará a uno de los cuerpos de Milicia que debe organizar bajo las órdenes del Señor General Gregorio Codecito“, esta Orden está fechada en Caracas el 27 de febrero de 1863.
Al sucederse el convenio de Coche, el 24 de abril de 1863, el —BATALLÓN DE MILICIAS CARACAS— , ya formado, se mantiene activo hasta que el Primero de marzo de 1865, instaurada ya la Federación, el General Juan Francisco Pérez, por propia solicitud de Ojeda y Muñiz, le concede Letras de Retiro con el goce de su sueldo íntegro. Esta fue la última vez en la que este Prócer estuvo en servicio activo, su edad era de 69 años. El Primer Designado Miguel Gil le otorga de Acuerdo al Decreto del Ejecutivo Nacional del 25 de septiembre de 1863 el Diploma de “Ilustre Prócer de la Independencia Suramericana”.
1865 a 1875. Al crearse el Cuerpo de Ilustres Próceres de la Independencia Suramericana, el 4 de julio de 1868, Ojeda y Muñiz es nombrado por el Ministerio de Guerra y Marina, para ser el Habilitado del Cuerpo, cargo que rechaza por su avanzada edad; pero sus compañeros de Procerato insisten y lo acepta, sería el Primer Habilitado de este Cuerpo. Por razones de salud, el 5 de marzo de 1870 renuncia a dicho cargo.
El General Antonio Guzmán Blanco según Decreto del 20 de febrero de 1873 le concede el Título de —Ilustre Prócer de la Independencia Suramericana—; Título que el Soberano Congreso de la República legisló el 26 de junio de 1913. El 1 de diciembre de 1875, Ojeda y Muñiz recibe del artista Faustino Padrón una solicitud [65] “... de una pequeña porción de su pelo ya que estoy haciendo con el pelo de los próceres de nuestra Independencia un cuadro alegórico a Washington para remitirlo a Philadelphia”; esta carta fue transcrita y marcada por él mismo Ojeda y Muñiz “... PARA LA HISTORIA...”. 
Ojeda y Muñiz pasa sus últimos años en Caracas ve nacer a su único nieto varón. Muere en su casa el 30 de diciembre de 1875 a la edad de 81 años en compañía de sus hijos Guillermo, Manuela y María del Rosario.
El diario “La Opinión Nacional” publicó el obituario de su muerte señalando:
“...El Ilustre Americano ha ordenado que su cadáver sea inhumado en el Panteón Nacional con todos los honores militares correspondientes, también ordenó que el entierro se hiciera por cuenta del Gobierno con la mayor decencia y las formalidades prescritas y que el Ciudadano General Ministro de la Guerra, Miguel Gil, presidiese en su nombre, la fúnebre ceremonia...”.
En la misma tarde del 31 de diciembre de 1875, también se inhumaron, en el Panteón Nacional los restos del Doctor y General, Presidente del Estado Carabobo, Pedro Bermúdez Cousin y es posible que los actos militares se sucediesen la misma tarde y por este motivo, quizás fue opacada la muerte del Prócer, pero la muerte de Bermúdez sirvió de marco de búsqueda y aun estando los nombres de Ojeda y Muñiz correctamente registrados en los documentos mortuorios, necrología de prensa, Decretos de Estado y hasta en las Gacetas Oficiales su nombre quedó erróneamente señalado; primero como Manuel O. y Muñiz y después, quizás entre 1912-1919, como Miguel O Muñiz. El señalamiento del lugar de descanso de Ojeda y Muñiz en el Panteón Nacional, está corregido, estaba con el nombre de Miguel O. Muñiz y ahora como Manuel Germán Ojeda y Muñiz.
Esta Biografía fue preparada en conmemoración del CXCVI aniversario del natalicio del Prócer Coronel Manuel Germán Ojeda y Muñiz por su tataranieto Nelson Manuel Ojeda Cárdenas en Caracas, 29 de mayo de 1990.

## Hoja de Servicio
I.- Empleos:
1. Soldado y Cabo 27-Sep-1810
2. Sargento Segundo 06-Jul-1812
3. Sargento Primero 06-Nov-1813
4. Subteniente de Infantería 02-Feb-1815
5. Teniente de Infantería 20-Jun-1822
6. Capitán Graduado de Infantería 30-Agt-1825
7. Capitán Efectivo de Infantería 06-Agt-1829
8. Segundo Comandante de Infantería 04-Sep-1835
9. Primer Comandante de Infantería 28-Jun-1849
10. Primer Comandante de Infantería 25-Oct-1861
11. Coronel 02-Ene-1863
12. Retiro del servicio activo 01-Mar-1865

II.- Unidades donde prestó servicio:
1. “Batallón Veteranos de Caracas” 27-Sep-1810
2. “Batallón N° 1 Veteranos de Caracas” 18-Oct-1810
3. “Brigada Caracas” 30-Agt-1811
4. “Batallón de Línea N° 1” 15-Ene-1812
5. “Batallón Sin Nombre” 10-Nov-1813
6. “Batallón Vencedores de Araure” 06-Dic-1813
7. “Batallón Barlovento” 01-Sep-1814
8. “Batallón Bravos Cazadores del Socorro” 02-Feb-1815
9. “Batallón Bravos Cazadores del Orinoco” 21-May-1821
10. “Batallón Auxiliar N° 16” 27-Sep-1828
11. “Batallón Cumaná” 01-Jul-1835
12. “Batallón N° 1 de Reserva Caracas” 22-Sep-1847
13. “Columna 2 de Septiembre” 05-Mar-1860
14. “Columna 2 de Agosto” 07-Dic-1860
15. “Batallón de Artillería N° 1 Caracas” 02-Agt-1861
16. “Batallón de Artillería Caracas” 02-Ene-1863
17. “Batallón de Milicias Caracas” 27-Feb-1863

III.- Empleos de Comando:
1. Comandante de la 1.ª Cía. Batallón Bravos Cazadores del Socorro
2. Comandante de la 4.ª Cía. Batallón Bravos Cazadores del Orinoco
3. Comandante de la 2.ª Cía. Batallón Bravos Cazadores del Orinoco
4. Segundo Ayudante del Batallón Bravos Cazadores del Orinoco
5. Ayudante Mayor del Batallón Bravos Cazadores del Orinoco
6. Comandante Militar de las Costas de Barlovento
7. Segundo Comandante del Batallón Auxiliar N° 16
8. Comandante de la 4.ª Cía. Batallón Cumaná
9. Comandante Militar y de Operaciones del Cantón Cumanacoa
10. Jefe de Instrucción de la Provincia de Guayana
11. Segundo Comandante Batallón N° 1 de Reserva Caracas
12. Primer Comandante Batallón N° 1 de Reserva Caracas
13. Jefe de Instrucción de la Columna; 2 de septiembre
14. Jefe de Instrucción de la Columna; 2 de agosto
15. Segundo Comandante del Batallón Regeneración
16. Primer Comandante del Batallón de Artillería N° 1 Caracas
17. Primer Comandante del Batallón de Artillería Caracas
18. Primer Comandante del Batallón de Milicias Caracas

IV.- Otros Empleos:
1. Ayudante de Campaña del General Judas Tadeo Piñango, 1822
2. Fiscal del Consejo de Guerra Permanente, 1823
3. Fiscal de Causa del Despacho de Guerra, 1834
4. Alcalde y Juez Segundo de la Parroquia Altagracia, 1846
5. Fiscal del Despacho de Guerra, 1861
6. Contralor del Hospital Militar, 1861
7. Primer Habilitado del Cuerpo de Ilustres Próceres de la Independencia, 1868

## Enlaces externos

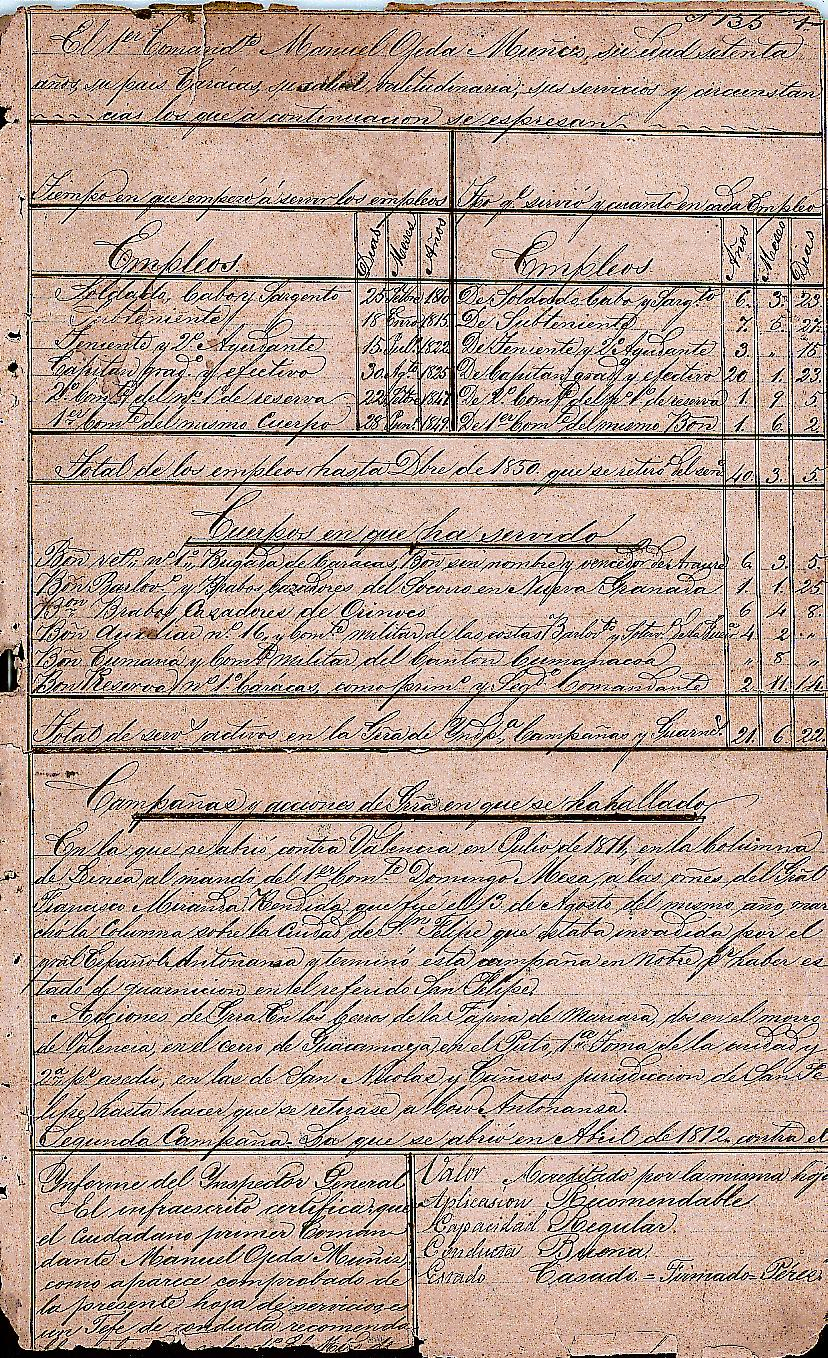
Documentos familiares sobre Manuel Germán Ojeda y Muñiz

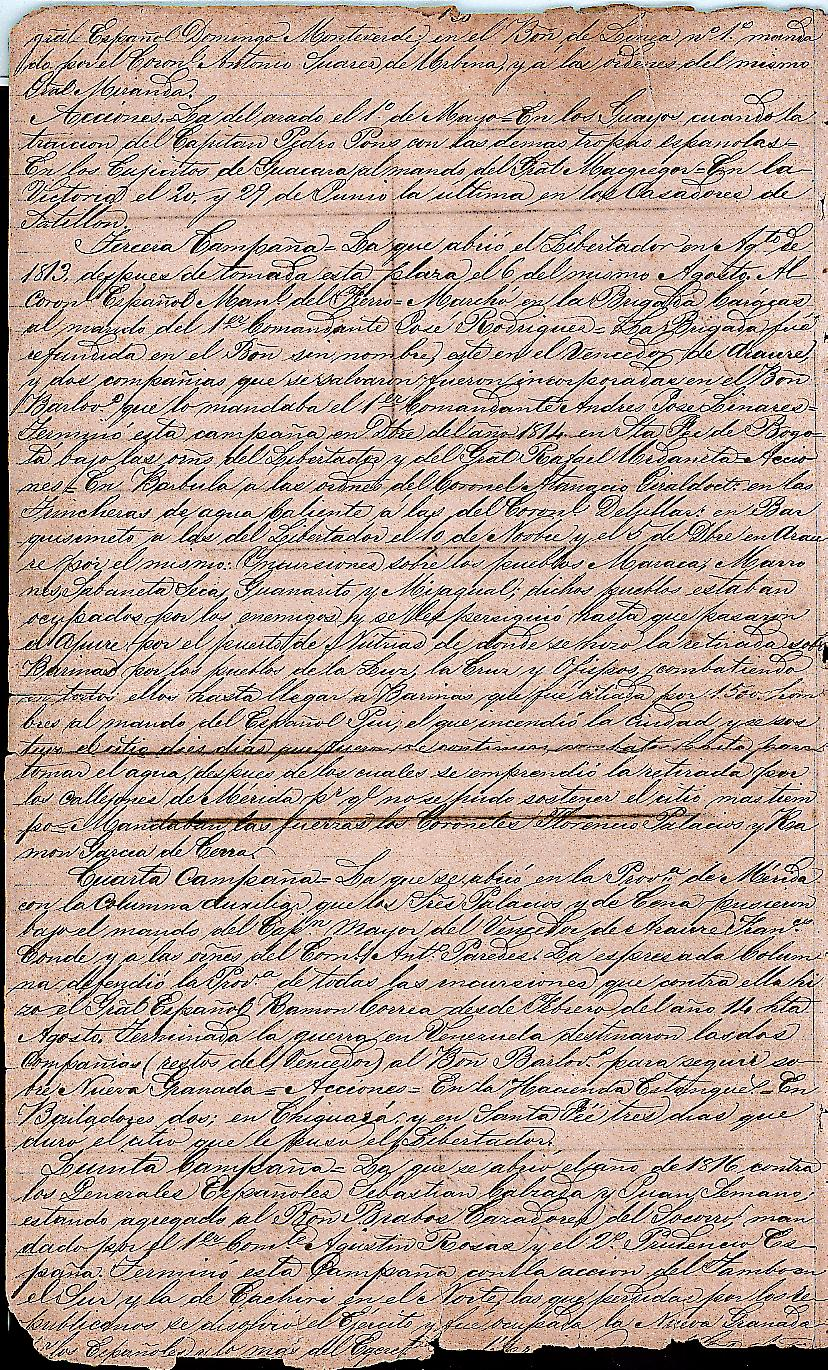
Documentos familiares sobre Manuel Germán Ojeda y Muñiz

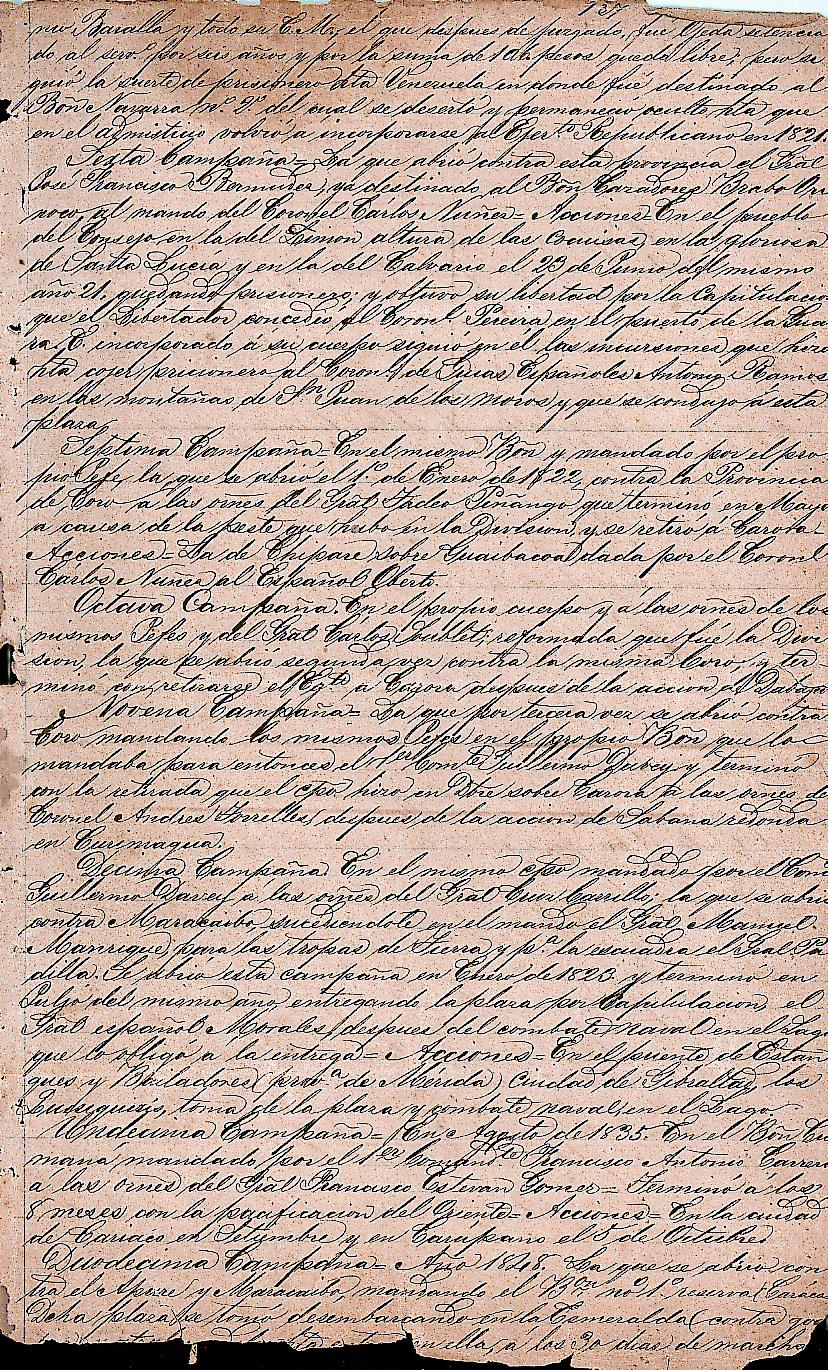
Documentos familiares sobre Manuel Germán Ojeda y Muñiz

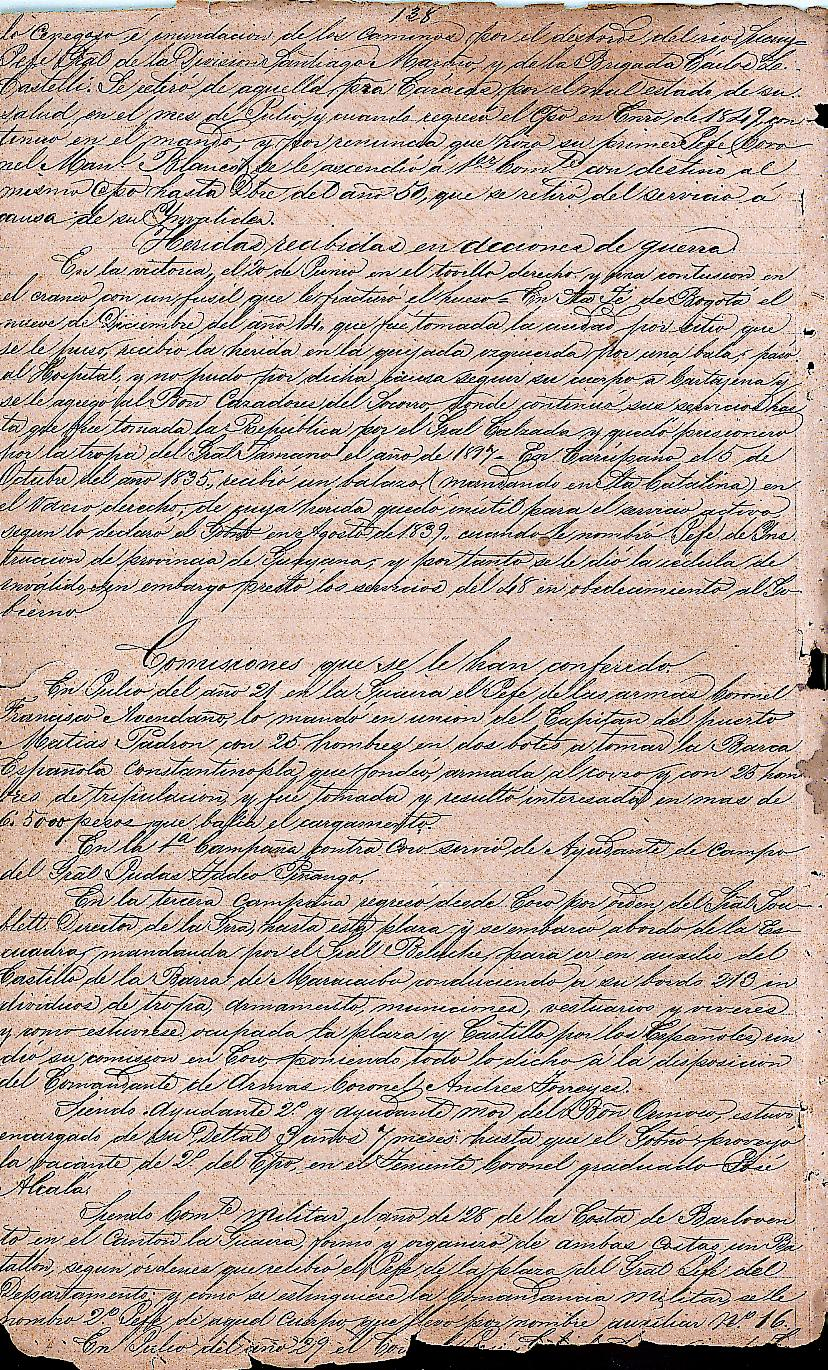
Documentos familiares sobre Manuel Germán Ojeda y Muñiz

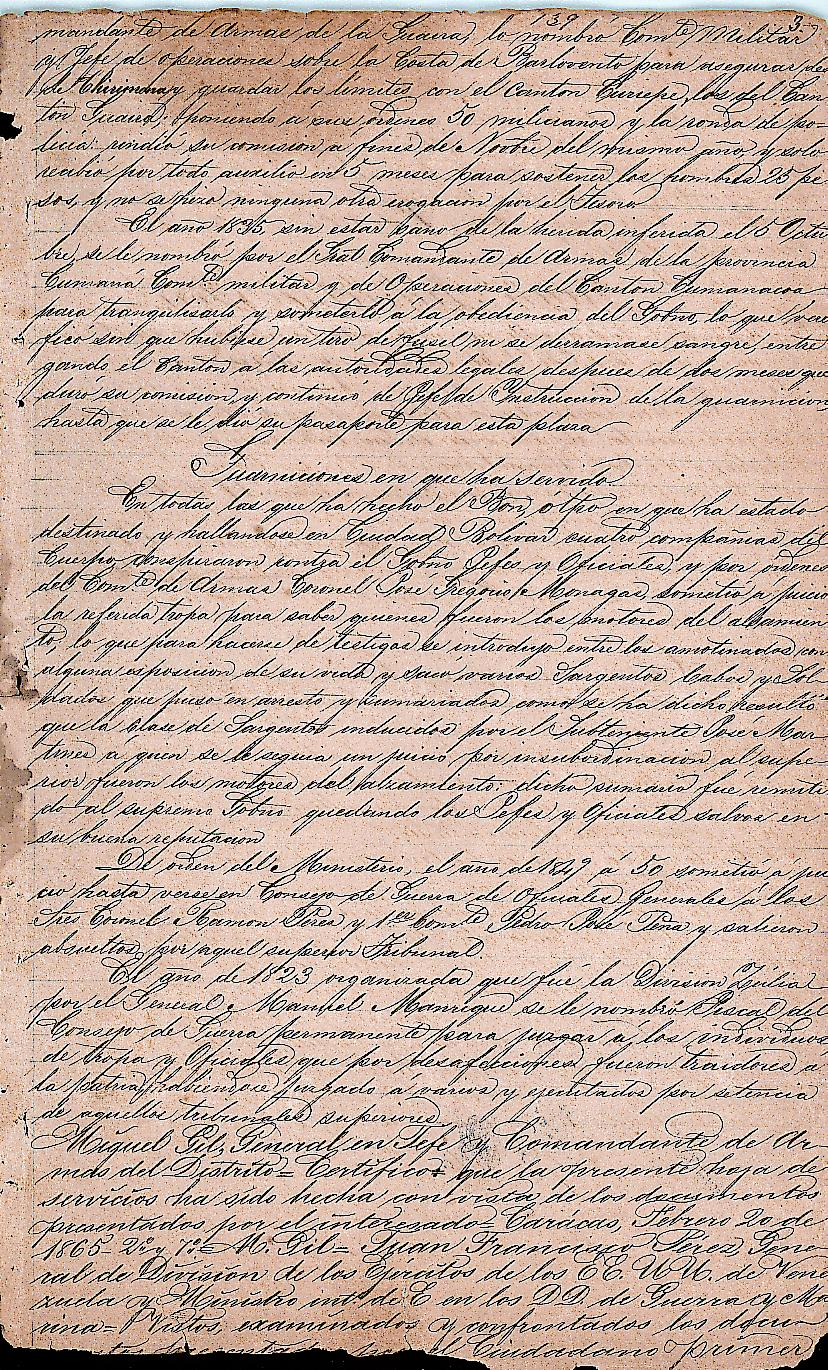
Documentos familiares sobre Manuel Germán Ojeda y Muñiz

Documentos familiares sobre Manuel Germán Ojeda y Muñiz